# Sociedad Atlética Redondela
La Sociedade Atlética Redondela, també coneguda per les seves sigles SAR Handbol, és un equip d'handbol de la localitat pontevedresa de Redondela. Per motius de patrocini, a la temporada 2022-2023 l'equip masculí s'anomena SAR Plastic Omnium i el femení SAR Rodavigo. Va ser fundat el 6 d'agost de 1963, encara que no va debutar en competicions oficials fins a 1964. El seu primer president va ser Pedro Regojo Otero, fundador de l'empresa tèxtil homònima, que també va patrocinar l'equip.
A la temporada 2022-2023, l'equip masculí juga a la Primera Nacional, i l'equip femení a la Divisió d'Honor Plata . Juga els seus partits com a local al Pavelló Municipal de Redondela a Redondela.

## Història

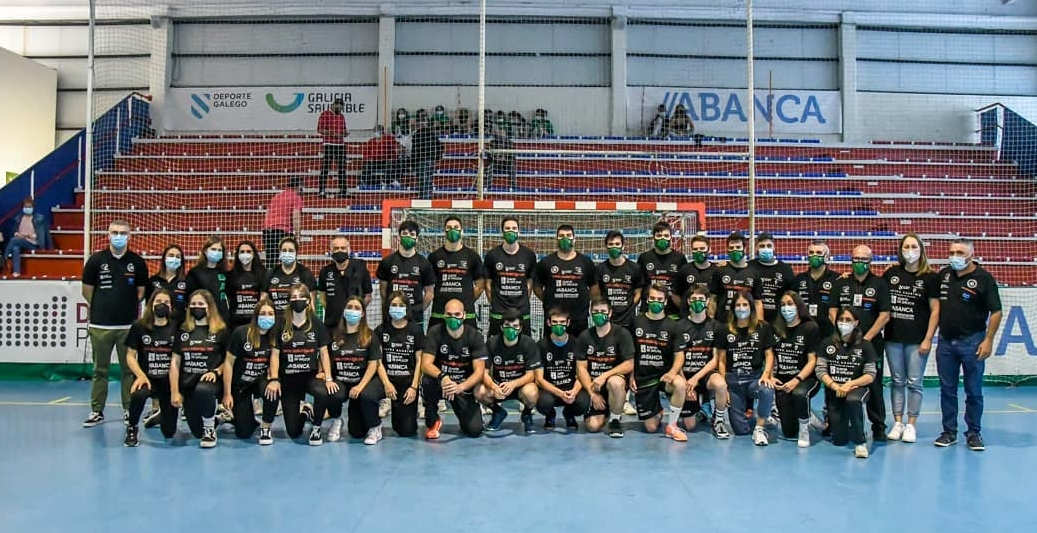

El 1963, quan parlar d'hoquei o tennis era sinònim de políglota, un grup de joves de Redondela va decidir apostar per esports minoritaris. Amb fe, com neixen humils projectes, i amb poques hores de son, va aconseguir fundar allò que des d'un principi es va denominar Societat Atlètica de Redondela, o la SAR, familiarment.
Moltes il·lusions, potser massa, encara que sigui al principi de manera contundent, han fet d'aquesta esperança una realitat plural i extensa. La RAE va suposar modestament l'activitat esportiva i cultural de tot el poble: campionats d'atletisme o natació, tornejos d'escacs, exposicions de pintura, festivals de música, etc.
Un any després de la primera empenta, va sorgir la secció d'handbol, i amb ella una filosofia i un club que encara avui perdura. Amb els obstacles econòmics propis de qualsevol començament, els diferents equips han anat aportant el seu esforç i compromís perquè avui les noves generacions de jugadors puguin gaudir de l'oportunitat de participar en competències d'alt nivell.
De mica en mica es va anar consolidant com un dels equips històrics de l'handbol gallec, i va saber mantenir-se sempre entre els privilegiats. Sense grans aspiracions econòmiques, encara va aconseguir fites importants: primer, consolidar el seu lloc a la Primeira Nacional, i segon, regalar a la seva afició temporades inoblidables a la divisió d'honor B, sens dubte una cosa impensable quan va néixer, gairebé com una complicitat entre amics amb la idea dun color.
La primera junta, establerta el 1963, estava formada per:
President: Pedro Regojo Otero
Vicepresident: Lino Velo Amaro
Secretari: Antonio Soto López
Tresorer: Alfonso Figueiral Hermida
Vocals: Telmo Tojeiro Pérez, Jose A. Paz Núñez, Jesús Pérez Varela, Olimpio Giráldez Lera, Alfonso Pereira Fernández.
Membres col·laboradors: Severo Rivas Tojeiro, Gumersindo Guedella Sandoval, Generós Cabaleiro Muíños i Manuel Cabaleiro Alfonso.
Quatre anys més tard, quan l'equip masculí ja feia tres anys d'història des del seu primer partit oficial, es conformava la categoria femenina absoluta del club.
A la temporada 2017/2018 i equip infantil masculí, dirigit per Iván Vázquez i Lucas Bouzón, que va quedar en segona categoria en què va ser primer de lliga del grup sud, per aquest resultat en lliga es va disputar un torneig a Arteixo en què va resultar campió d'aquest playoff, cosa que li va permetre l'opció de jugar al playoff per accedir al campionat d'Espanya. En aquest campionat que es va disputar a Cangas, va aconseguir quedar entre els dos primers, fet que li va permetre accedir al campionat d'Espanya d'handbol en aquesta categoria.

## Escut i colors

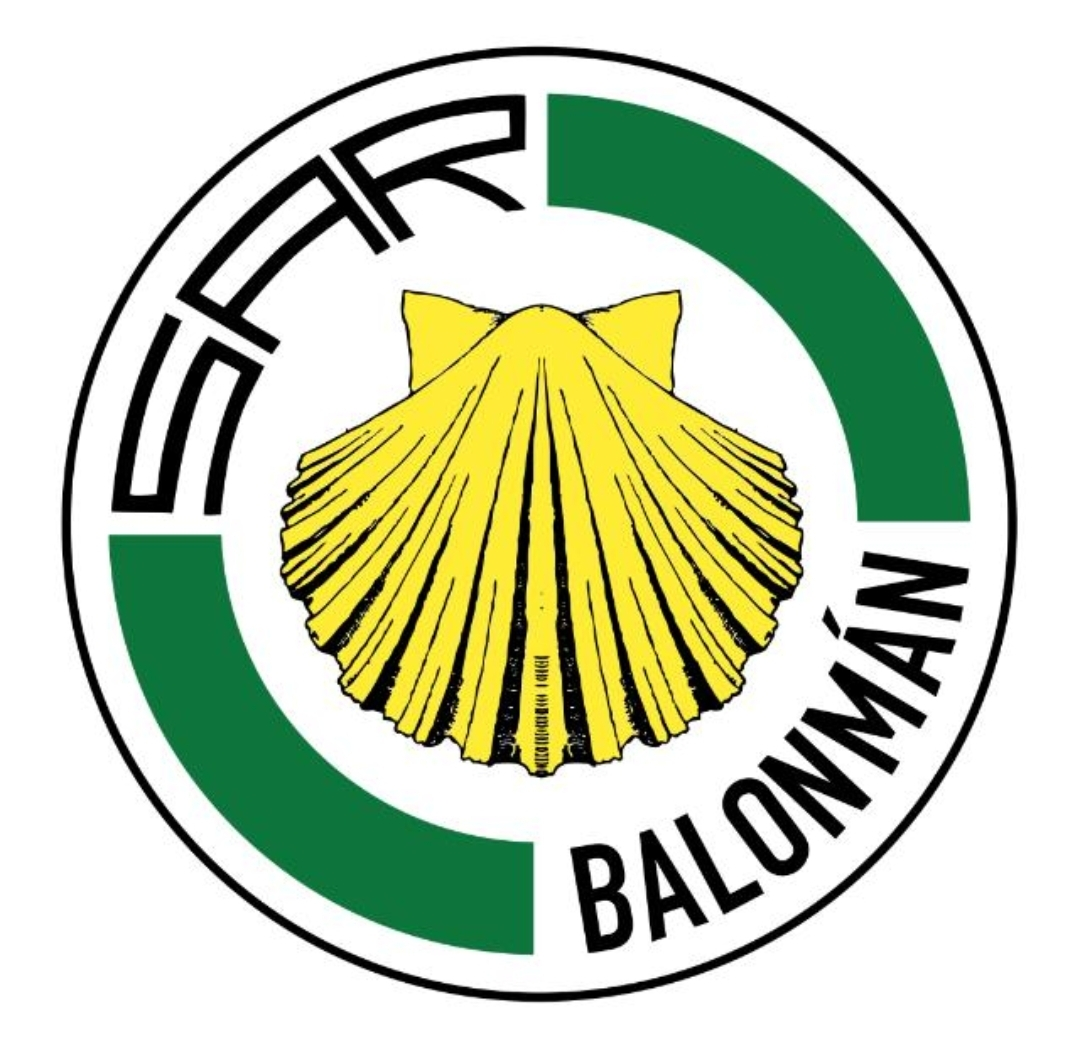

L'escut de la RAE està format per una esfera de fons blanc sobre la qual s'assenta una petxina de vieira groga, amb línies negres als marges. A la perifèria del cercle blanc, i envoltant-lo, es dibuixa una línia verda que recorre gairebé tot el perímetre, només interrompuda per les sigles "SAR" en negre i majúscules.
Quan la SAR juga els seus partits de local, independentment de la categoria, els partits es disputen amb samarreta verda i pantalons negres. Quan sigui necessari utilitzar el segon equipament, aquest consisteix en pantalons negres i samarreta negra.

## Categories inferiors

Si hi ha alguna cosa que ha caracteritzat SAR des de la primera pedra és la seva filosofia: clara i ferma. I totes les etapes per les quals passa mostren aquesta tendència que és un segell de caràcter o, més ben dit, una aposta i una il·lusió.
Des de les categories inferiors fins al primer equip, tot parteix d'un mateix punt: confiar la base del grup a la gent de casa, és a dir, posar la responsabilitat als joves de Redondela, per crear una entitat que representa fidelment el poble, amb gran poder identitari.
Però encara n'hi ha més: es tracta de construir una veritable escola de l'esport amb què formar i donar oportunitats a nens i nenes des d'edats molt primerenques. Una possibilitat de diversió que ja està inclosa a l'educació més bàsica a les escoles.
Per descomptat, aquesta iniciativa, aquesta maquinària, necessita un engranatge perfecte, i SAR promou una motivació essencial: la implicació.
La implicació apareix quan no cal buscar, quan tot es mou en la mateixa direcció. En aquest sentit, el club es nodreix dels seus socis per organitzar-se: són jugadors, directius i persones de l'entorn immediat que es converteixen en entrenadors, delegats o monitors, aportant el capital humà necessari per donar resposta a totes les necessitats.
Fruit d'aquest treball col·lectiu, trobem el que avui es coneix com a SAR, un total de setze equips que inclouen: un Sènior masculí a Primera Nacional, i una femenina a Divisió d'Honor Plata; un Sènior masculí a Segona autonòmica; un juvenil masculí i un juvenil femení a la lliga gallega; un cadet femení i un cadet masculí a la lliga gallega; un infantil femení i un altre infantil masculí a la lliga gallega; tres juvenils i tres benjamins mixtos a la lliga provincial; i també les escoles esportives amb una important pedrera de promeses.
Els èxits més recents de la base a l'apartat masculí va ser l'accés al campionat d'Espanya en categoria infantil a la temporada 2017/2018, ia l'apartat femení l'accés al campionat d'Espanya disputat a Redondela en categoria infantil a la temporada 2015/ temporada 2016 i accés al campionat d'Espanya en categoria juvenil a la temporada 2014/2015.